# 江谷水库
江谷水库是中国广东省肇庆市四会市境内的一座水库，位于北江上，建于1969年。水库正常库容为3270万立方米，平均水深为11.69米，集雨面积为137平方千米，海拔为53.5米。